# Bias musicus
Il pigliamosche averla bianconero (Bias musicus (Vieillot, 1818)) è un uccello passeriforme della famiglia dei Vangidi. È l'unica specie nota del genere Bias.

## Tassonomia
In precedenza incluso nella famiglia Platysteiridae, questo uccello è stato riconosciuto, sulla base delle risultanze di studi filogenetici, come membro della famiglia Vangidae.